# 潮恵之輔
潮 恵之輔（うしお しげのすけ、1881年（明治14年）8月11日 - 1955年（昭和30年）1月9日）は、日本の内務官僚。後に内務大臣兼文部大臣、最後の枢密院副議長を務める。

## 来歴・人物
1881年、綿職人・潮房太郎の二男として島根県美濃郡横田村（後に同郡豊田村字横田となり、現在は益田市横田町）に生まれる。郁文館中学、一高を経て、1907年、東京帝国大学法科大学卒業後に内務省入省。行政法の専門家として活動、衛生局長・地方局長などを歴任した。1928年に田中義一内閣の内務次官となり、濱口内閣・第2次若槻内閣で次官を務めた後に1931年に貴族院勅選議員となる（研究会所属）。翌1932年、斎藤内閣で再度内務次官を務めて文官任用令改正、選挙粛正運動などに関与した。
1936年、広田弘毅の内閣に内務大臣兼文部大臣として入閣した。軍部と一定の距離を持ち、党派色が薄いという理由での起用であったが、内務省内の革新官僚が内相任命反対運動を行ったため、報復として唐沢俊樹・安倍源基・相川勝六ら有力革新官僚の休職処分・左遷が行われた。だが、党派色排除を掲げて内務政務次官に鍋島直縄、同参与官に肝付兼英とともに自分と同じ貴族院議員を起用（内務次官は湯沢三千男）したため、政党・軍部からも反発を受けた。
1938年に枢密顧問官に転じた。戦後の1946年に清水澄の枢密院議長昇進に伴って後任の副議長となった。日本国憲法施行と同時に枢密院が廃止、後に公職追放を受けて引退した。　
1955年1月9日、死去。墓所は港区麻布十番の善福寺。

## 栄典
位階
- 1908年（明治41年）10月30日 - 従七位[4]
- 1910年（明治43年）12月10日 - 正七位[4]
- 1913年（大正2年）2月10日 - 従六位[4][5]
- 1915年（大正4年）3月20日 - 正六位[4]
- 1917年（大正6年）6月20日 - 従五位[4]
- 1919年（大正8年）6月20日 - 正五位[4][6]
- 1922年（大正11年）8月21日 - 従四位[4]
- 1927年（昭和2年）10月1日 - 正四位[4]
- 1931年（昭和6年）9月4日 - 従三位[4][7]
- 1936年（昭和11年）3月16日 - 正三位[4]
- 1943年（昭和18年）2月1日 - 従二位[8]
- 1955年（昭和30年）1月9日 - 正二位

勲章等
- 1915年（大正4年）11月10日 - 大礼記念章（大正）[4]
- 1916年（大正5年）
  - 1月19日 - 勲六等瑞宝章[4][9]
  - 4月1日 - 単光旭日章[4][10]
- 1919年（大正8年）7月29日 - 勲五等瑞宝章[4][11]
- 1920年（大正9年）
  - 1月30日 - 勲四等瑞宝章[4]
  - 11月1日 - 旭日小綬章[4][12]
- 1921年（大正10年）7月1日 - 第一回国勢調査記念章[13]
- 1922年（大正11年）8月29日 - 勲三等瑞宝章[4]
- 1926年（大正15年）7月12日 - 勲二等旭日重光章[4]
- 1928年（昭和3年）12月28日 - 金杯一組[4]
- 1930年（昭和5年）12月5日 - 帝都復興記念章[14]
- 1934年（昭和9年）
  - 4月29日 - 金杯一個[4]
  - 6月21日 - 勲一等瑞宝章[4]
- 1937年（昭和12年）11月22日 - ドイツ国：ドイツ鷲大十字勲章[15]
- 1938年（昭和13年）11月2日 - 銀杯一組[4]
- 1940年（昭和15年）8月15日 - 紀元二千六百年祝典記念章[16]
- 1943年（昭和18年）12月20日 - 旭日大綬章[17]

## 親族
- 妻 - 潮実根（益田精祥二女）[18]
- 兄 - 潮恒太郎（司法官）[3]
- 潮匡人 - 評論家（恵之輔は潮匡人の曽祖父の弟である）[19]